# Véronique Rusch
Pour les articles homonymes, voir Rusch.
Véronique Rusch (née le 3 mars 1959 à Saverne) est une athlète française, spécialiste des courses de demi-fond.

## Biographie
Licenciée au club d'Unitas Brumath Saverne, elle est sacrée championne de France du 1 500 mètres en 1982 à Colombes.
Son record personnel sur 1 500 m, établi en 1984, est de 4 min 13 s 26.